# Пинарии
Пина́рии (лат. Pinarii) — один из древнейших патрицианских римских родов, известный ещё в эпоху раннего Рима (а возможно, и с доримских времён). Род Пинариев обладал привилегией (наряду с родом Потициев) на отправление культа Геркулеса. Представители рода принимают активнейшее участие в политической жизни Рима вплоть до времён ранней империи.

## История и происхождение рода. Культ Геркулеса
В римских мифах легендарный предок Пинариев был одним из аркадцев, встретивших Геркулеса на Палантинском холме после его победы над Каком. После узнаванием Эвандром Геркулеса был учреждён обычай жертвоприношения и устроен Великий Алтарь Непобедимого Геркулеса (Herculis Invicti Ara Maxima), в качестве жрецов Великого Алтаря призвали два самых уважаемых рода — Потициев и Пинариев.

Тогда-то впервые и принесли жертву Геркулесу, взяв из стада отборную корову, а к служению и пиршеству призвали Потициев и Пинариев, самые знатные в тех местах семьи. Случилось так, что Потиции были на месте вовремя и внутренности были предложены им, а Пинарии явились к остаткам пиршества, когда внутренности были уже съедены. С тех пор повелось, чтобы Пинарии, покуда существовал их род, не ели внутренностей жертвы.— Тит Ливий. История от основания города, I, 7.

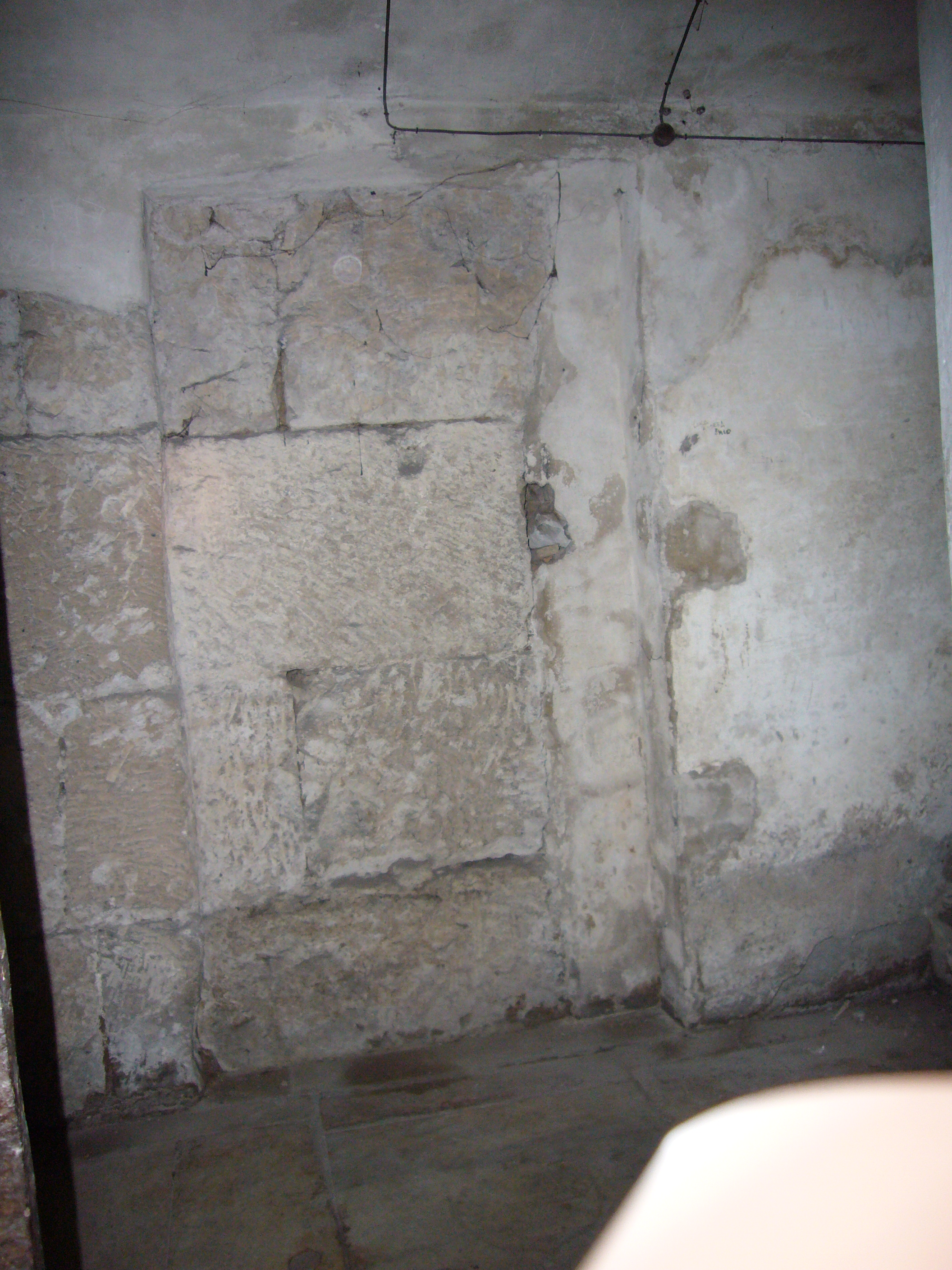
Остатки Великого Алтаря Непобедимого Геркулеса в церкви Санта-Мария-ин-Космедин в Риме.

Такой рассказ свидетельствует о древнем, возможно, ещё доримском происхождении рода. Также из анализа данного мифа можно сделать предположение о происхождении Пинариев из города Тибур (культ Геркулеса был очень развит в Тибуре и пришёл в Рим именно из этого города) либо о происхождении от греческих колонистов.
Рассмотренное предание являлось попыткой объяснения происхождения семейного культа (sacra gentilicia) Геркулеса и распределения ролей в указанном культе между родами Потициев и Пинариев. Данный культ, отправлявшийся в Великом Алтаре, расположенном на Бычьем Форуме, начиная с ранней истории Рима вплоть до времён конца ранней Республики, имел характер семейного. В 312 до н. э. цензор Аппий Клавдий Цек преобразовал семейный культ Геркулеса в государственный (sacra publica), передав функцию проведения обрядов общественным рабам.

## Родственные Пинариям роды
Для родов Пинариев, Потициев и Фабиев, основываясь на принадлежности к общему семейному культу Геркулеса (а в случае Фабиев — на возведении своего происхождения к самому Геркулесу), исследователи делают предположение о возможном родстве этих трёх родов.

## Имя рода
Легенда, рассказывающая о происхождении культа Геркулеса, выводит имя рода Пинариев от греч. απο τοΰ πείνας — «голодать, быть голодным», происходящее от обычая, по которому при принесении жертвы Геркулесу Пинарии, в отличие от Потициев, не ели внутренности жертвы.
Другие версии возводили происхождение Пинариев к Пину, сыну Нумы Помпилия (так же, как Помпонии возводились к Помпу, Кальпурнии — к Кальпу, а Мамерции — к Мамерку). Но данная версия представлялась сомнительной уже в античную эпоху и связывалась с желанием претендующих на особую знатность римлян возвести своё происхождение к уважаемому и благочестивому царю, либо это может быть связано с желанием неизвестного автора объяснить происхождение когномена «Рекс», употреблявшегося в этих родах.

## Родовые имена
Среди Пинариев использовались имена Публий (лат. Publius), Луций (лат. Lucius), Марк (лат. Marcus), Тит (лат. Titus). В эпоху империи встречается также имя Гней (лат. Gnaeus).

## Ветви рода
В роду Пинариев выделяются фамилии Мамерцин (Mamercinus) — от личного имени Мамерк, Натта (от лат. natta — «валяльщик»), Поска (от лат. posca — «поска, напиток из воды, уксуса и яиц»), Скарп (Scarpus) — значение слова не ясно, возможно, этрусского происхождения.

## Представители рода
- Пинария (дочь Публия Пинария), весталка, казнённая в царствование Тарквиния Древнего после того, как было обнаружено её нецеломудрие[12];
- Публий Пинарий Мамерцин Руф, консул 489 года до н. э. (вместе с Гаем Юлием Юлом)[13]. Один из послов к Кориолану[14];
- Луций Пинарий Мамерцин Руф, консул в 472 году до н. э. (совместно с Публием Фурием)[15][16]. Был одним из авторов закона Пинария—Фурия о вставном месяце (лат. Lex Pinaria Furia de mense intercalaris) — для согласования гражданского года с солнечным раз в четыре года в календарь надлежало вставлять дополнительный месяц[17];
- Луций Пинарий Мамерцин, военный трибун с консульской властью в 432 году до н. э[18].;
- Публий Пинарий, цензор в середине V века до н. э. (ок. 430 года до н. э[19].);
- Луций Пинарий Натта (ум. после 349 до н. э.), начальник конницы при диктаторе Луции Манлии в 363[20] и претор в 349 годах до н. э. Возглавлял армию, охранявшую побережье от высадки греков[21];
- Луций Пинарий (ум. после 214 до н. э.), начальник гарнизона в Энне (Сицилия) в 214 году до н. э. во время 2-й Пунической войны. Когда старейшины Энны сговорились с карфагенским полководцем Гимильконом о выдаче гарнизона, Луций Пинарий собрал население города на общую сходку, где его солдаты перебили пришедших, предотвратив, таким образом, сдачу города[22];
- Марк Пинарий Поска (ум. после 181 до н. э.), претор на Сардинии в 181 году до н. э[23]. Во вверенной ему провинции подавил мятежи племени илийцев и корсиканцев[24];
- Пинарий Натта (II в. до н. э[25][26].), член коллегии монетных триумвиров около 149 года до н. э[26]. (и, предположительно[26], около 155 года);
- Луций Пинарий (II—I вв. до н. э.), второй муж Юлии, старшей сестры Гая Юлия Цезаря, отец Луция Пинария Скарпа;
- Марк Пинарий Марпор (I в. до н. э.), имя фигурирует в одной римской надписи, датируемой I веком до н. э[27][28].;
- Луций Пинарий Натта (ум. 56 до н. э.), шурин Клодия, назначенный по его протекции понтификом. Прежде, чем Клодий приказал разорить и разрушить имение Цицерона, осуществил дедикацию этого дома, чтобы воспрепятствовать его возвращению оратору[29]. Умер не позднее ноября 56 года до н. э[30].;
- Пинария (I в. до н. э.), родная сестра предыдущего, предполагаемая супруга радикала Клодия;
- Публий Пинарий, сын Публия, Корона (ум. после 50 до н. э.), имя, фигурирующее в одной надписи, обнаруженной в Сульмоне, Самний, и датируемой II половиной I века до н. э[31].;
- Тит Пинарий (ум. после 43 до н. э.), публикан в Африке, друг Марка Туллия Цицерона[32];
- Квинт Пинарий (I в. до н. э.), военный трибун VI легиона, предположительно[33], времён существования 2-го триумвирата;
- Пинарий (I в. до н. э.), римский всадник, записывавший речь Октавиана перед солдатами во времена 2-го триумвирата. Был обвинён Октавианом в соглядатайстве и казнён[34];
- Луций Пинарий Скарп (ум. после 27 до н. э.), внучатый племянник Гая Юлия Цезаря, внук его старшей сестры Юлии и Луция Пинария, троюродный брат Октавиана Августа. В завещании Юлия Цезаря был назначен наследником одной восьмой части его имущества[35][36]. Полководец Марка Антония. Был оставлен Антонием в Амфиполе перед битвой близ Филипп[37]. В 31 году до н. э., возглавляя войска Антония в Киренаике, склонил своих подчинённых к измене Антонию и перешёл на сторону Октавиана[38];
- (Луций) Пинарий Натта (ум. после 25), один из клиентов Луция Элия Сеяна, обвинивших в 25 году историка Авла Кремуция Корда в похвале Бруту[39];
- Гней Пинарий Корнелий Север (ум. после 112), консул-суффект Римской империи в 112 году;
- Пинарий Валент — дядя императора Пупиена, назначенный им префектом претория[40]